# Río Prim
El río Prim es un afluente derecho de unos 21 km de largo del Neckar en el sur de Baden-Wurtemberg. Nace en Balgheim al pie del monte Dreifaltigkeitsberg. Desemboca en el Neckar cerca de la estación de tren de Rottweil.

## Enlaces
- Desembocadura del Prim en el Neckar en Rottweil

- Datos: Q880505
- Multimedia: Prim (Neckar) / Q880505